# No Parking on the Dance Floor
No Parking on the Dance Floor é um álbum do grupo de R&B Midnight Star, lançado em 6 de junho de 1983. O álbum contém os singles "Freak-A-Zoid", "Wet My Whistle", "Electricity" e "No Parking (On the Dance Floor)”, bem como o seminal hino de estilo quiet storm, "Slow Jam". De todos os álbuns do grupo, é o de maior sucesso, no qual alcançou as melhores posições nas paradas de álbuns da Billboard 200 e R&B dos Estados Unidos, bem como na Nova Zelândia, onde figurou na trigésima posição.

## Faixas
1. "Electricity" - (Reggie Calloway, Bill Simmons)  6:58
2. "Night Rider" - (Jeff Cooper, Melvin Gentry, Belinda Lipscomb, B. Simmons, Bo Watson)  4:40
3. "Feels So Good" - (Kenneth Gant, B. Lipscomb)  4:23
4. "Wet My Whistle" - (Reggie Calloway) 5:06
5. "No Parking (On the Dance Floor)" - (Vincent Calloway, Bobby Lovelace, Simmons)  4:27
6. "Freak-A-Zoid" - (Reggie Calloway, V. Calloway, B. Simmons)  8:06
7. "Slow Jam" - (Kenneth Edmonds, Lipscomb, B. Watson)  4:17
8. "Playmates" - (B. Lipscomb, B. Simmons, B. Watson)  4:10